# Michael Winner
Pour les articles homonymes, voir Winner.
Michael Winner est un réalisateur britannique né le 30 octobre 1935 à Londres, dans le quartier de Hampstead, et mort le 21 janvier 2013 dans sa maison de Kensington, dans la même ville.
Il est connu pour la série des films Un justicier dans la ville avec Charles Bronson.

## Biographie
Michael Winner est né à Londres en 1935. Après des études de droit et d'économie, il décide de se consacrer au cinéma. Il commence sa carrière en Angleterre au début des années 1960 en dirigeant des films surtout axés sur l’humour, comme Scotland Yard au parfum, qui sera nommé pour un Golden Globe, ou L'Extraordinaire Évasion.  Après avoir réalisé le drame sportif Le Défi, portant sur l'entrainement d'athlètes olympiques,  Winner se rend aux Etats-Unis.  Là, il tourne des westerns comme L'Homme de la loi avec Burt Lancaster ou Les Collines de la terreur avec Charles Bronson.  Toujours avec Bronson, Winner réalise les drames policiers Le Flingueur, Le Cercle noir  puis Un justicier dans la ville (Death wish), apologie de l’auto-justice qui deviendra le film le plus célèbre de Winner.
Le reste de la carrière de Winner est plus inégal. Ses deux films suivants, la comédie Won Ton Ton, le chien qui sauva Hollywood et le film d'horreur La Sentinelle des maudits, sont des échecs notoires.  Il retourne en Angleterre où il réalise notamment une nouvelle adaptation du roman Le Grand Sommeil qui sera tièdement reçue.  
Au cours des années 1980, Winner travaille essentiellement pour le compte de la firme Cannon Group pour laquelle il dirige notamment deux suites de Un Justicier dans la ville ainsi qu’une aventure d’Hercule Poirot mettant en vedette Peter Ustinov : Rendez-vous avec la mort.  Après une longue absence, il signe son dernier film, Parting Shots, en 1998.  Bénéficiant d'un casting appréciable (Chris Rea, John Cleese, Bob Hoskins, Diana Rigg, Joanna Lumley...), le long-métrage se présente comme une quasi-parodie de Un justicier dans la ville.
Winner est mort le 21 janvier 2013 à l'âge de 77 ans des suites d'une longue maladie. Il est inhumé à Londres, dans le cimetière juif de Willesden.

## Filmographie
- 1960 : Climb Up the Wall (en)
- 1960 : Shoot to Kill (en)
- 1961 : Nus au soleil (Some Like it Cool)
- 1961 : Old Mac (en)
- 1961 : Out of the Shadow (en)
- 1962 : Play it Cool (en)
- 1963 : The Cool Mikado (en)
- 1963 : West 11
- 1964 : Dans les mailles du filet (The System)
- 1965 : La Folle Mission (en) (You Must Be Joking!)
- 1967 : Scotland Yard au parfum (en) (The Jokers)
- 1967 : Qu'arrivera-t-il après ? (I'll Never Forget What's'isname)
- 1969 : L'Extraordinaire Évasion (en) (Hannibal Brooks)
- 1970 : Le Défi (The Games)
- 1971 : L'Homme de la loi (Lawman)
- 1971 : Le Corrupteur (The Nightcomers)
- 1972 : Les Collines de la terreur (Chato's Land)
- 1972 : Le Flingueur (The Mechanic)
- 1973 : Le Cercle noir (The Stone Killer)
- 1973 : Scorpio
- 1973 : Un justicier dans la ville (Death Wish)
- 1976 : Won Ton Ton, le chien qui sauva Hollywood (Won Ton Ton, the Dog Who Saved Hollywood)
- 1977 : La Sentinelle des maudits (The Sentinel)
- 1978 : Le Grand Sommeil (The Big Sleep)
- 1979 : L'Arme au poing (Firepower)
- 1982 : Un justicier dans la ville 2 (Death wish II)
- 1983 : La Dépravée (The Wicked Lady)
- 1984 : La Dernière Victime (en) (Scream for Help)
- 1985 : Le Justicier de New York (Death wish III)
- 1988 : Rendez-vous avec la mort (Appointment with Death)
- 1989 : A Chorus of Disapproval
- 1990 : Double Arnaque (Bullseye!)
- 1993 : Dirty Weekend
- 1999 : Parting Shots (en)